# Етнічна релігія
Етнічна або націона́льна релі́гія — багатозначний термін, який означає:
- релігія, яка безпосередньо пов'язана з етнічною або географічною групою і яка, коли її сповідують, формує культуру та ідентичність народу або нації для всіх віруючих, незалежно від країни їхнього походження. Вони протиставляються універсальній релігії, яку сповідують люди будь-якої расової, культурної, національної чи етнічної приналежності.
- термін може замінити терміни «язичницька» або «неоязичницька», які містять негативні конотації, як стверджувала більшість учасників одноденної дискусії щодо назви асоціації ЄКЕР(Європейський конгрес етнічних релігій) у 1998 році.[1]

Деколи також вживається термін первісна релігія, яку також називають релігією неписемних народів або релігією народів природи. Термін «примітивна» використовується тут тому, що він є найпоширенішим серед неспеціалістів, а також використовується видатними релігієзнавцями, такими як Вільгельм Грьонбех. Термін «примітивний» означає «первісний», а не «простий».

## Класифікація
Національні релігії мають ряд специфічних ознак.
- Будь-яка відома національна релігія принаймні спочатку передбачала поклоніння політеїстичному пантеону. Ця найяскравіша риса (політеїзм) є прямим наслідком еволюції первинних вірувань у ряд тотемів, про що вже було сказано вище.

- Через антропоморфізацію світу сакрального відбувається уявне уподібнення богів до людини, але цей процес не відбувається миттєво. Сьогодні ми можемо спостерігати різні стадії антропоморфізму. Наприклад, у релігійних системах, які не встигли еволюціювати, людиноподібність пантеону часткова, як, наприклад, у більшості богів Давнього Єгипту: вони зберігають явні зооморфні ознаки, що свідчить про спорідненість їх з прадавніми тотемами племен.

- Відповідаючи на запити суспільства, жерці прагнули виробити логічно несуперечливу генеалогію пантеону: встановити між різними божествами родинні зв'язки. Як і в попередньому випадку, ця задача розв'язувалася поступово. Відомий твір рапсода Гесіода «Теогонія» може вважатися завершенням цього процесу, тоді як «родове дерево» у релігіях Месопотамії, Давнього Єгипту, Київської Русі у деяких моментах доволі туманне.

- Клани жерців активно працювали над функціональною спеціалізацією пантеону. Перші боги, похідні від тотемів, мали подібні функції, тому пантеон треба було детально «розподілити» за силами природи. Саме з цієї причини релігійні системи, які не встигли еволюціювати, на вершині пантеону мають декілька загалом подібних божеств. Натомість розвинені релігії «закріплюють» за окремою стихією, рисою характеру людини і, навіть, містом окреме божество, як, наприклад, в античності.
- У деяких випадках вони не приймають або не зацікавлені в наверненні, оскільки для того, щоб належати до певної етнічної групи, необхідно народитися в ній, як у випадку з друзами, єзидами та деякими видами ортодоксальних індуїстів.
- В інших випадках вони допускають навернення, але, як правило, етнічні релігії не займаються прозелітизмом і не проповідують свою релігію, і навіть визначають дуже конкретні параметри для визначення того, хто є законним наверненим, як у випадку судових судів в Ізраїлі та Індії, які встановили судові критерії для визначення того, хто кваліфікується як юдей або індуїст (відповідно).
- Дуже часто вони є традиційною релігією певного народу чи нації, що не заважає їм співіснувати з іншими «чужими» релігіями, як у випадку з відносинами між традиційною китайською релігією і японським синтоїзмом з буддизмом, афро-американськими релігіями з християнством і єзидизмом з ісламом.
- У багатьох випадках існує концепція народності або нації, яку надає колективу релігія — а не етнічна приналежність — коли практикуючі стають частиною нації, незалежно від того, чи є вони природженими послідовниками, чи наверненими, як у випадку єврейської нації, нації сикхів, нації асатру і так далі.

Таким чином різний ступінь антропоморфності, опрацьованості генеалогії, функціональної спеціалізації політеїстичного пантеону спостерігається у будь-якій релігії етносів минулого. З часом боги стають все більш «схожими» на людину, родинні зв'язки між ними простежуються все чіткіше, іноді у доволі рідкісних випадках; еволюція національних релігії сягає стадії монотеїзму, про що буде сказано нижче.
Персона верховного бога або богів, риси його зооморфності або асоціація верхівки пантеону з природними явищами (сонцем, небом та ін.) дають можливість визначити історичну батьківщину народу, панівний різновид господарювання, войовничість тощо.

## Перелік основних давніх етнічних релігій
- юдаїзм (хасидизм, караїмізм) (Ізраїль)
- індуїзм, джайнізм, сикхізм (Індія)
- конфуціанство, даосизм (Китай)
- синтоїзм (Японія)